# 惠野站

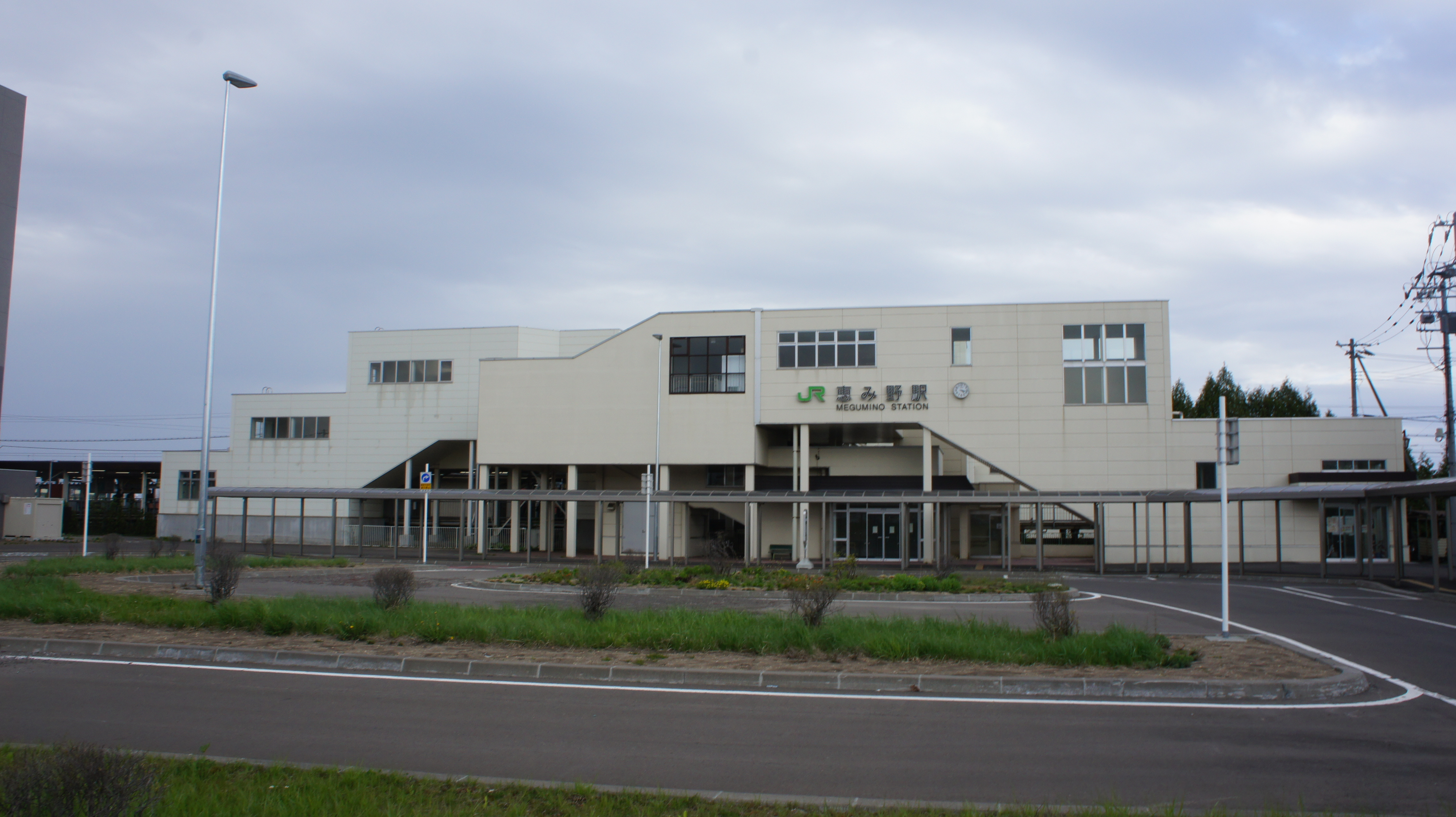
西口（2017年5月）

惠野站（日语：／ Megumino eki */?）是一個位於日本北海道惠庭市惠野西1丁目，屬於北海道旅客鐵道（JR北海道）千歲線的鐵路車站。車站編號是H09。電報略號是メク。

## 車站構造
2面2線對向式月台的跨站式站房。島松站管理的業務委託站（北海道JR服務網絡）。設有綠窗口（營業時間5時35分－23時30分）、自動售票機、自動閘機、升降機、扶手電梯。

### 月台配置
| 月台 | 路線    | 方向 | 目的地                 |
| ---- | ------- | ---- | ---------------------- |
| 1    | ■千歲線 | 上行 | 新千歲機場、苫小牧方向 |
| 2    | ■千歲線 | 下行 | 札幌、小樽方向         |

（來源：JR北海道：車站資料搜索 （页面存档备份，存于））

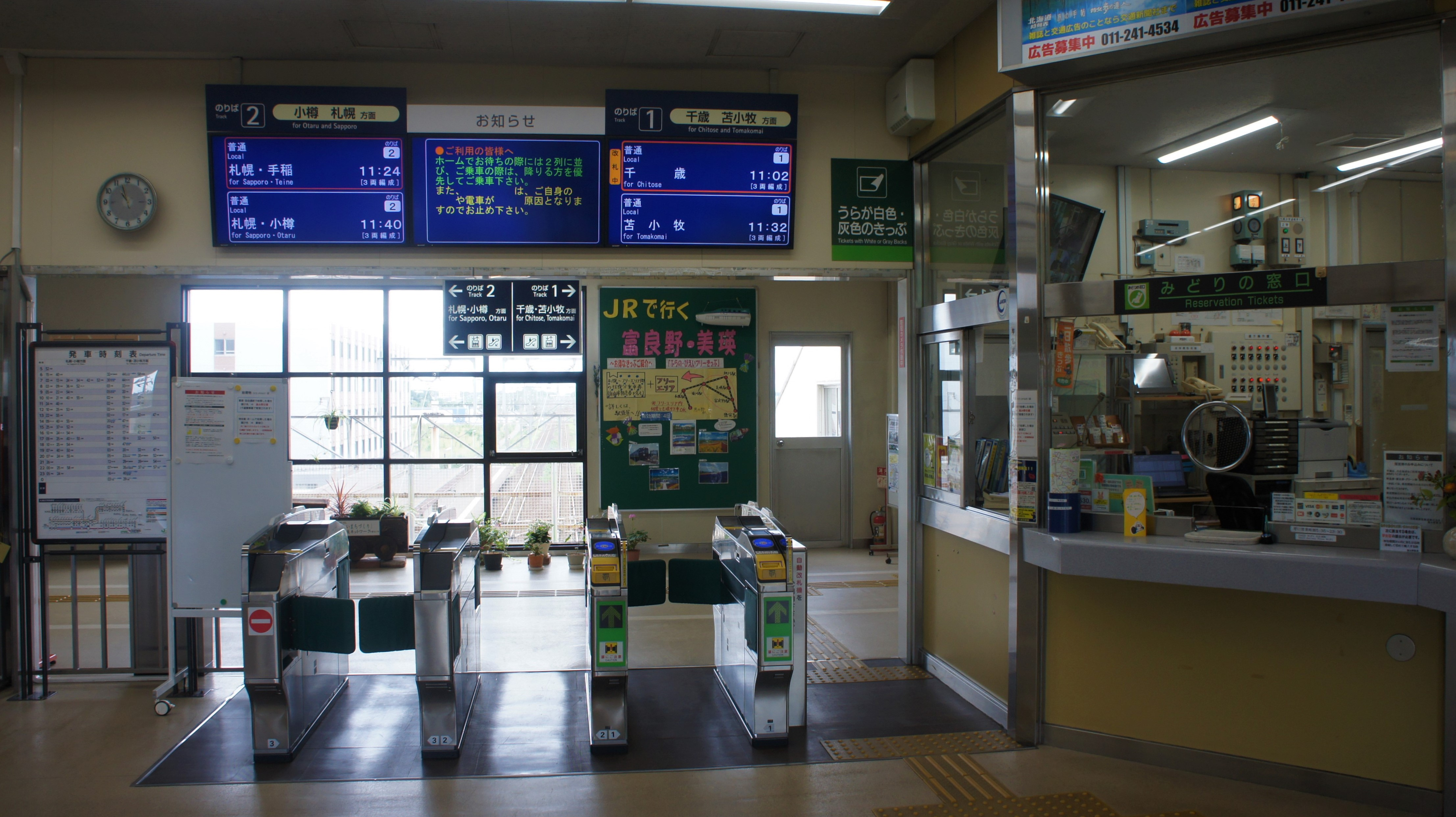
閘口（2018年9月）
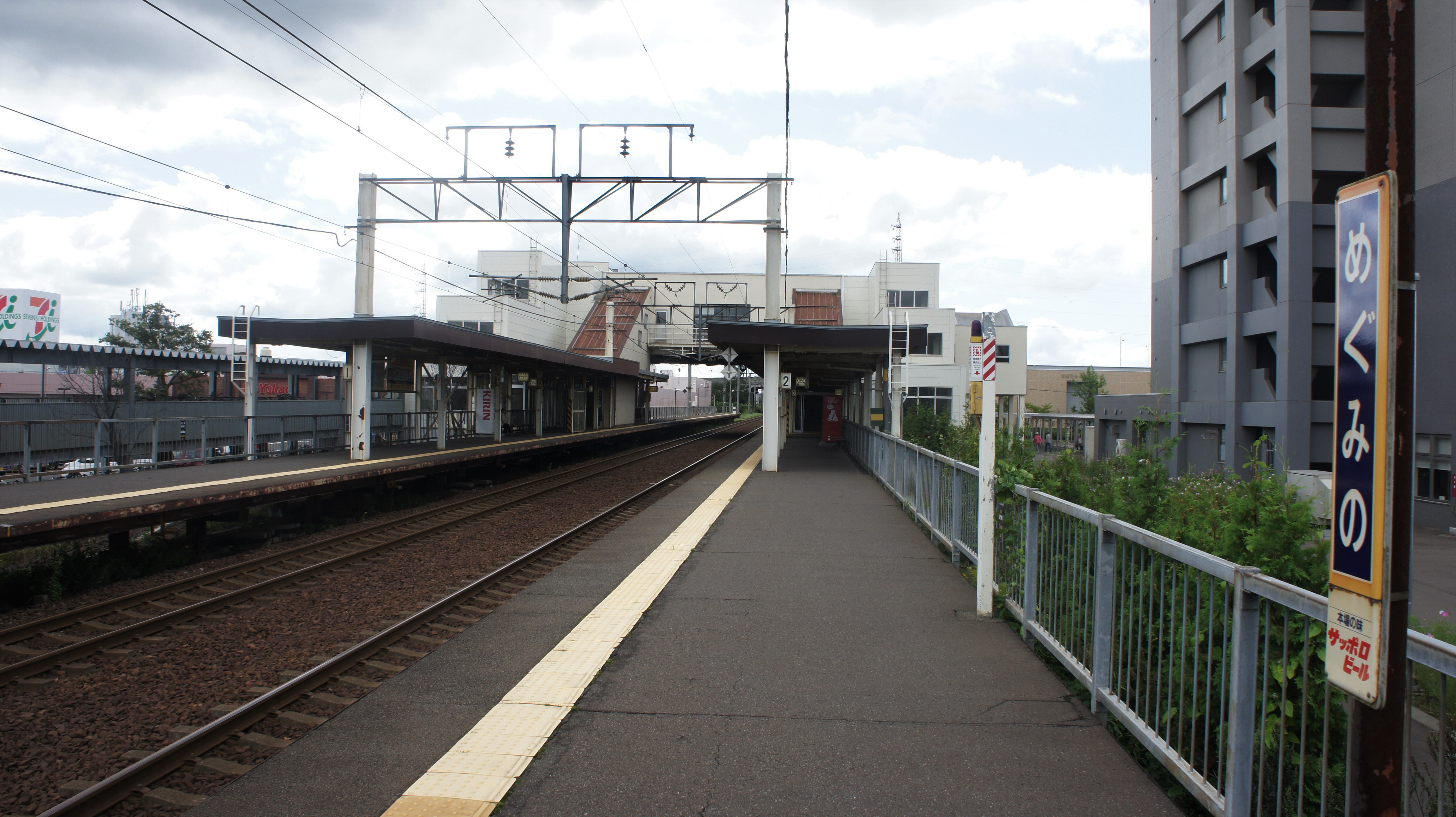
月台（2018年9月）
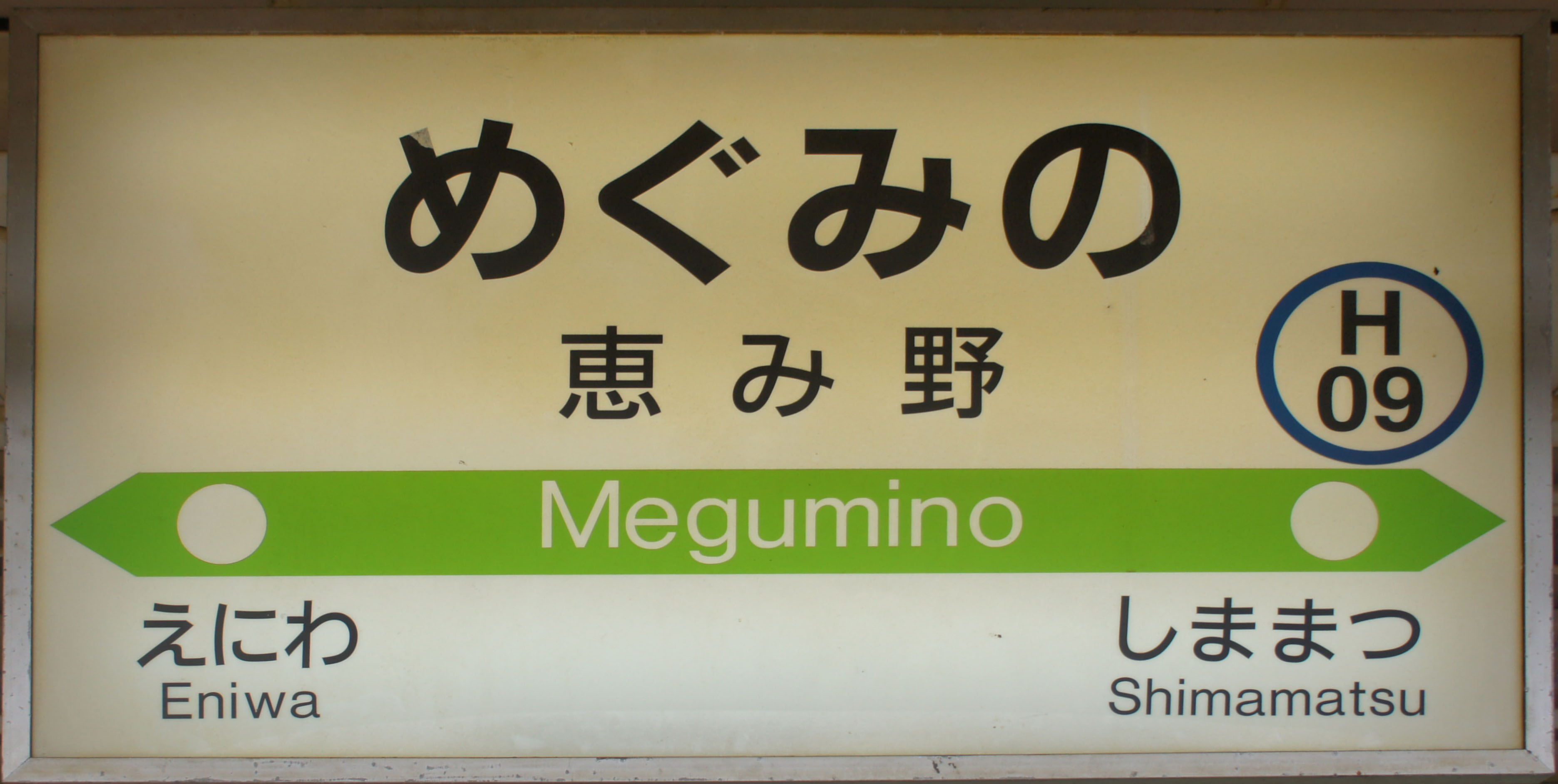
站名牌（2018年9月）

## 使用情況
根據「惠庭市統計書」，近年各年度上車人次推移如下表。不過，2001年（平成13年）度至2006年（平成18年）度的上車人次單位是百人，2007年（平成19年）度以後的上車人次單位是千人。
| 年度               | 上車人次 | 來源  |
| ------------------ | -------- | ----- |
| 2001年（平成13年） | 16,425   | [ 3 ] |
| 2002年（平成14年） | 15,312   | [ 3 ] |
| 2003年（平成15年） | 15,079   | [ 3 ] |
| 2004年（平成16年） | 14,512   | [ 3 ] |
| 2005年（平成17年） | 14,618   | [ 3 ] |
| 2006年（平成18年） | 14,272   | [ 4 ] |
| 2007年（平成19年） | 1,413    | [ 5 ] |
| 2008年（平成20年） | 1,386    | [ 5 ] |
| 2009年（平成21年） | 1,325    | [ 5 ] |
| 2010年（平成22年） | 1,299    | [ 5 ] |
| 2011年（平成23年） | 1,319    | [ 5 ] |
| 2012年（平成24年） | 1,321    | [ 6 ] |
| 2013年（平成25年） | 1,332    | [ 6 ] |
| 2014年（平成26年） | 1,314    | [ 6 ] |
| 2015年（平成27年） | 1,314    | [ 6 ] |
| 2016年（平成28年） | 1,290    | [ 6 ] |
| 2017年（平成29年） | 1,268    | [ 7 ] |

## 相鄰車站
北海道旅客鐵道（JR北海道）
■千歲線
■特急「北斗」、「鈴蘭」、■特别快速「機場」、■快速「機場」
通過
■普通
惠庭（H10）－惠野（H09）－島松（H08）

### 來源
1. ↑  曽根悟（監修）. 朝日新聞出版分冊百科編集部（編集） , 编. . 週刊朝日百科. 24号 石勝線・千歳線・札沼線. 朝日新聞出版. 2009-12-27: 21.
2. ↑  在日文中，來自動詞的名詞化，當中為字根，不需要翻譯，意譯為「恩惠的田野」。
3. ↑   (PDF). 平成18年版恵庭市統計書. 恵庭市: 104. 2006  [2018-01-23]. （原始内容 (PDF)存档于2018-01-23）. 外部链接存在于|work= (帮助)
4. ↑   (PDF). 平成19年版恵庭市統計書. 恵庭市. 2007  [2018-01-23]. （原始内容 (PDF)存档于2018-01-23）. 外部链接存在于|work= (帮助)
5. ↑   (PDF). 平成24年版恵庭市統計書. 恵庭市. 2012  [2018-01-23]. （原始内容 (PDF)存档于2018-01-22）. 外部链接存在于|work= (帮助)
6. ↑   (PDF). 平成29年版恵庭市統計書. 恵庭市. 2017  [2018-01-23]. （原始内容 (PDF)存档于2018-01-22）. 外部链接存在于|work= (帮助)
7. ↑   (PDF). 平成30年版恵庭市統計書. 恵庭市. 2018  [2019-04-21]. （原始内容存档 (PDF)于2019-04-21）. 外部链接存在于|work= (帮助)

## 外部連結
- 恵み野｜駅の情報検索（時刻表・バリアフリー）｜駅・鉄道・旅行｜JR北海道- Hokkaido Railway Company （页面存档备份，存于）